# Мендусь Ярослав Петрович
Ярослав Петрович Мендусь (нар. 1 січня 1960, с. Варяж, Сокальський район, Львівська область) — український політик. Нардеп України 5-го скликання.

## Освіта
Закінчив історичний факультет Львівського державного університету ім. Франка та Київський інститут політології і соціального управління. Кандидат історичних наук.

## Кар'єра
Працював в Адміністрації Президента Кравчука на посаді заступника керівника Служби Президента з питань внутрішньої політики, був радником Голови Верховної ради.
1999 року займав посаду прес-секретаря Олександра Мороза на президентських виборах. Був включений до списку Соціалістичної партії на парламентські вибори 2002 року під № 20, однак зняв свою кандидатуру.
2004 — заснував інтернет-видання "Цензор.нет".
До обрання народним депутатом був гендиректором ТОВ "Кінокомпанія «Сінема». 2005-го виступив генеральним продюсером фільму «Помаранчеве небо» (історія кохання на тлі подій української Помаранчевої революції).
На виборах-2006 пройшов до парламенту під № 18 списку СПУ, будучи на момент виборів безпартійним. При розподілі посад у комітетах йому дістався пост секретаря Комітету Верховної Ради з питань правосуддя.
З 2011 працював радником Депутата Європейського парламенту від Польщі — Марека Сівеця.
З червня 2014 — політичний радник заступника голови Комітету з міжнародних справ Європейського парламенту Іоана Мірча Пашку.
З 15 листопада 2014 — політичний радник Віце-Президента Європейського парламенту.

## Інше
Автор книги «Азбука української політики» (в англійській версії книга вийшла 2014 р. під назвою «A to Z Ukrainian politics»).

## Джерело
- Ярослав Мендусь Азбука української політики. — К.: Парламентське вид-во, 2014. — 64 с.
- Генштаб (рос.)
- Мендусь Ярослав Петрович. Полит рада [Архівовано 30 листопада 2013 у Wayback Machine.]
- СПУ: Ярослав Мендусь в Анкеті Бі-Бі-Сі. [Архівовано 29 жовтня 2014 у Wayback Machine.]
- Мендусь Ярослав. Інтернет-газета ВГОЛОС